# Gewölberippe

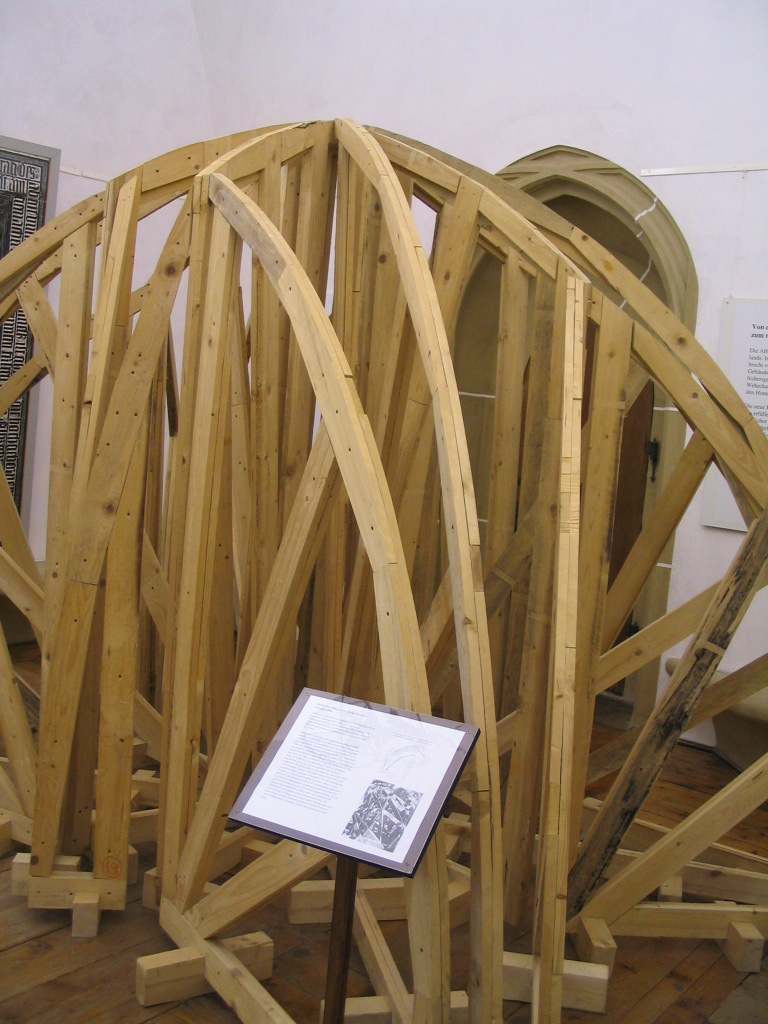
Lehrgerüst zum Aufbau eines Rippengewölbes

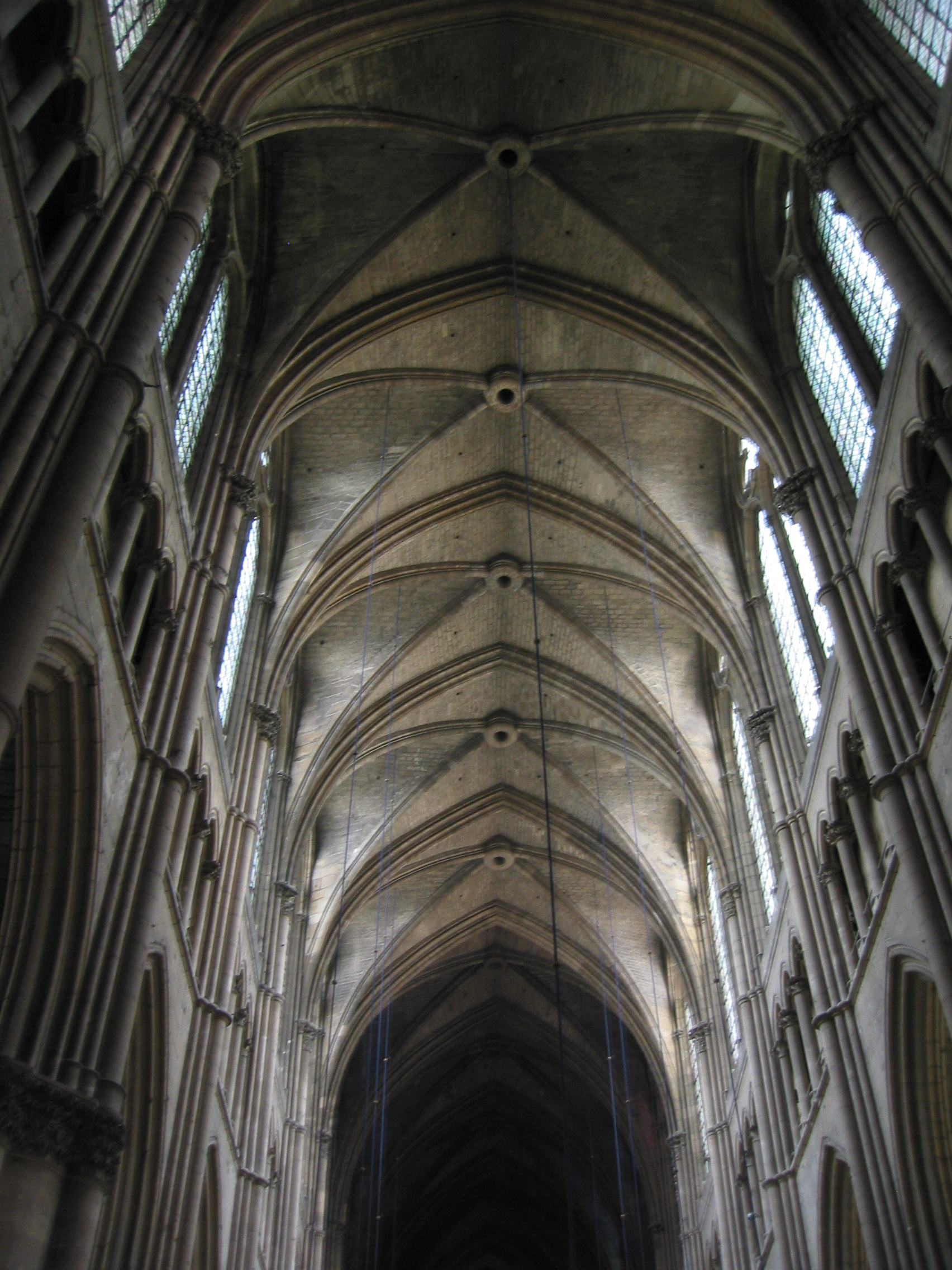
Kreuzrippengewölbe in der Kathedrale von Reims

Unter einer Gewölberippe, auch kurz Rippe genannt, (englisch rib; italienisch nervatura; französisch nervure) wird in der Kunstgeschichte ein bogenförmiges Bauteil eines Gewölbes aus Naturstein verstanden, das eine tragende Funktion einnimmt. Rippen sind nicht immer sichtbar, sondern können innerhalb oder über der Gewölbeschale liegen. Lediglich der bearbeitete und meist profilierte Teil der Rippe ist sichtbar.

## Abgrenzung
Nach dem jeweiligen Einbauort wird unterschieden in Wandrippe, Schildrippe (→Schildbogen), Quer- oder Gurtrippe (→Gurtbogen), Scheitelrippe und in Diagonalrippe.
Eine weitere Unterscheidung findet nach der Gewölbeform statt: z. B. Kreuzrippe, Netzrippe oder Schlingrippe.

## Geschichte
Die ersten Rippen hatten einen quadratischen Querschnitt („Bandrippe“; z. B. San Baudelio de Berlanga). In der Weiterentwicklung wurden sie schräg gefast und anschließend hinter der Fase profiliert („Kehlrippe“). Die Rippenformen entwickelten sich zu immer reichhaltigeren Profilformen mit Rundstäben bis zum sogenannten Birnstab, der ein birnenförmiges Profil zeigt. In der Spätgotik wurden Rippen auch dekorativ und weitgehend ohne tragende Funktion verbaut (Tierceron, Lierne) oder sie entfalteten sich frei und losgelöst von der Gewölbeschale im Raum (siehe Abhängling).

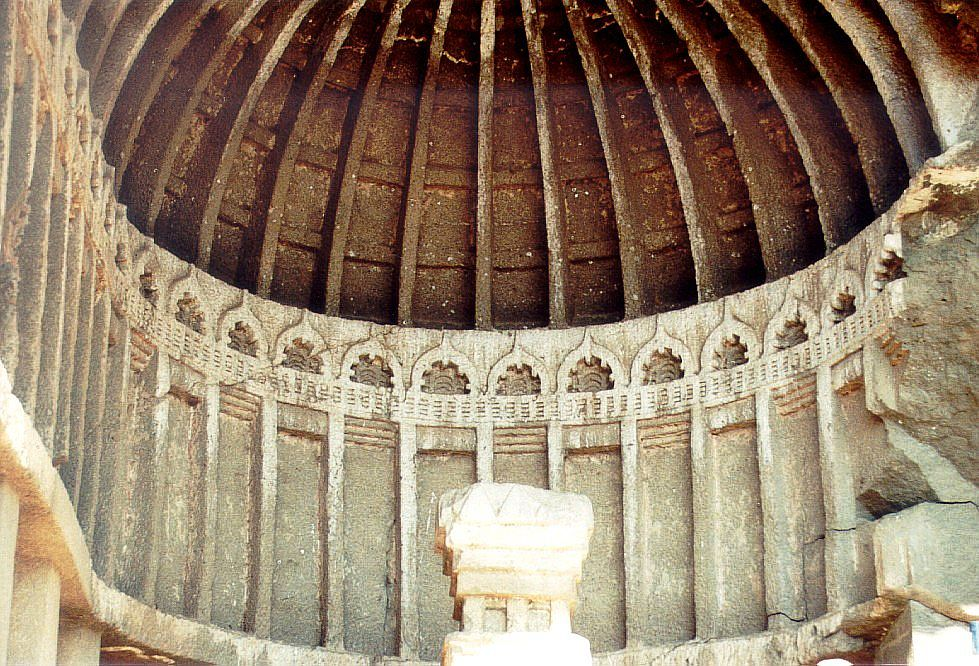
Aurangabad-Höhlen – apsisähnliche Rückwand der Chaitya-Halle

## Statik
Die auf hölzernen Lehrgerüsten aneinandergefügten Rippen eines Gewölbes tragen sich, im Gegensatz zu den Gewölbekappen, nach dem Einsetzen des Schlusssteins selbst. Erst danach erfolgt die Aufmauerung der Gewölbekappen.